# Ранохришћанска некропола у Печују
Ранохришћанска некропола у Печују мађ. Pécsi ókeresztény sírkamrák је римско гробље и археолошко налазиште у Печују, Мађарска. Некропола датира из 4. века нове ере и садржи многе украшене гробнице, маузолеје и гробне капеле из ранохришћанског периода. То је једно од најзначајнијих римских гробља ван Италије. Због своје величине, јединствене архитектуре, уметности и сведочанства о ширењу хришћанства у касном римском царству, некропола је додата на Унескову листу светске баштине 2000. године.

## Историја
У 1. веку нове ере, оно што ће постати западна Мађарска укључено је у Римско царство као део провинције Паноније. Убрзо након тога, на месту данашњег Печуја, основан је град Сопиане (Sopianæ), од стране колониста са запада који су се утопили са локалним илирско-келтским народом. До 4. века, град је постао просперитетан због свог положаја на раскрсници више трговачких путева. Саграђено је гробље северно од града, где је коришћено за хришћанске сахране до распада Римског царства.
Прва одаја некрополе је поново откривена и ископана 1782. године, након рушења палате из ренесансног доба. Даља ископавања у 20. веку коју су водили Ото Сењи и архитекта Иштван Мелер открила су још више гробница.

## Опис
Укупно, некропола садржи 20 ископаних споменика и преко 500 скромнијих гробова груписаних око главних споменика. Ово представља једну од највећих и најгушћих колекција гробних споменика у северним и западним римским провинцијама. Споменици су били за богате породице Сопиане и служили су и као место сахране ових породица. Некропола се састоји из два спрата, садржи мрежу подземних одаја, катакомби и крипти изграђених од кречњака где би мртви били сахрањени у саркофазима или зиданим гробницама, такође има надземне капеле и маузолеје изграђене на врху. Поред цветних и геометријских шара погребне коморе су богато украшене муралима који приказују сцене из хришћанства (укључујући слике апостола, Јоне, и Седраха, Мишаха и Авденега). У појединим одајама, портрети покопе особе оцртавају зидове.